# Coppa di Francia 2021 (ciclismo)
La Coppa di Francia di ciclismo 2021, trentesima edizione della competizione, costituita inizialmente da 16 prove, si è aperta il 31 gennaio 2021 con il Grand Prix Cycliste la Marseillaise e si è conclusa il 3 ottobre con il Tour de Vendée.

## Calendario
| Corsa | Data         | Evento                                     | Vincitore              | Squadra                  | Leader della classifica | Leader della classifica a squadre |
| ----- | ------------ | ------------------------------------------ | ---------------------- | ------------------------ | ----------------------- | --------------------------------- |
| 1     | 31 gennaio   | Grand Prix Cycliste la Marseillaise (2021) | Aurélien Paret-Peintre | AG2R Citroën Team        | Aurélien Paret-Peintre  | AG2R Citroën Team                 |
| 2     | 28 marzo     | Cholet-Pays de la Loire (2021)             | Elia Viviani           | Cofidis                  | Elia Viviani            | AG2R Citroën Team                 |
| 3     | 4 aprile     | La Roue Tourangelle (2021)                 | Arnaud Démare          | Groupama-FDJ             | Arnaud Démare           | AG2R Citroën Team                 |
| 4     | 16 maggio    | Tro-Bro Léon (2021)                        | Connor Swift           | Team Arkéa-Samsic        | Connor Swift            | Team Arkéa-Samsic                 |
| 5     | 22 maggio    | Tour du Finistère (2021)                   | Benoît Cosnefroy       | AG2R Citroën Team        | Benoît Cosnefroy        | AG2R Citroën Team                 |
| 6     | 15 giugno    | Parigi-Camembert (2021)                    | Dorian Godon           | AG2R Citroën Team        | Dorian Godon            | AG2R Citroën Team                 |
| 7     | 15 agosto    | La Poly Normande (2021)                    | Valentin Madouas       | Groupama-FDJ             | Dorian Godon            | AG2R Citroën Team                 |
| 8     | 5 settembre  | Tour du Doubs (2021)                       | Dorian Godon           | AG2R Citroën Team        | Dorian Godon            | AG2R Citroën Team                 |
| 9     | 12 settembre | Grand Prix de Fourmies (2021)              | Elia Viviani           | Cofidis                  | Dorian Godon            | AG2R Citroën Team                 |
| 10    | 19 settembre | Grand Prix d'Isbergues (2021)              | Elia Viviani           | Cofidis                  | Elia Viviani            | AG2R Citroën Team                 |
| 11    | 21 settembre | Grand Prix de Denain (2021)                | Jasper Philipsen       | Alpecin-Fenix            | Elia Viviani            | AG2R Citroën Team                 |
| 12    | 1º ottobre   | Route Adélie de Vitré (2021)               | Arvid de Kleijn        | Rally Cycling            | Elia Viviani            | AG2R Citroën Team                 |
| 13    | 2 ottobre    | Classic Loire Atlantique (2021)            | Alan Riou              | Team Arkéa-Samsic        | Dorian Godon            | AG2R Citroën Team                 |
| 14    | 9 ottobre    | Tour de Vendée (2021)                      | Bram Welten            | Team Arkéa-Samsic        | Dorian Godon            | AG2R Citroën Team                 |
| 15    | 16 ottobre   | Grand Prix de Plumelec-Morbihan (2021)     | Arne Marit             | Sport Vlaanderen-Baloise | Dorian Godon            | AG2R Citroën Team                 |
| 16    | 17 ottobre   | Boucles de l'Aulne (2021)                  | Stan Dewulf            | AG2R Citroën Team        | Dorian Godon            | AG2R Citroën Team                 |

## Classifiche

### Individuale
| Pos. | Corridore           | Squadra     | Punti |
| ---- | ------------------- | ----------- | ----- |
| 1    | Dorian Godon        | AG2R        | 191   |
| 2    | Elia Viviani        | Cofidis     | 175   |
| 3    | Valentin Madouas    | Groupama    | 138   |
| 4    | Bram Welten         | Arkéa       | 105   |
| 5    | Benoît Cosnefroy    | AG2R        | 90    |
| 6    | Arnaud Démare       | Groupama    | 84    |
| 7    | Pierre-Luc Périchon | Cofidis     | 77    |
| 8    | Biniam Girmay       | Intermarché | 74    |
| 9    | Jason Tesson        | St Michel   | 69    |
| 9    | Baptiste Planckaert | Intermarché | 69    |

### Giovani
| Pos. | Corridore        | Squadra     | Punti |
| ---- | ---------------- | ----------- | ----- |
| 1    | Dorian Godon     | AG2R        | 191   |
| 2    | Valentin Madouas | Groupama    | 138   |
| 3    | Bram Welten      | Arkéa       | 105   |
| 4    | Biniam Girmay    | Intermarché | 74    |
| 5    | Jason Tesson     | St Michel   | 69    |

### Squadre
| Pos. | Costruttore       | Punti |
| ---- | ----------------- | ----- |
| 1    | AG2R Citroën Team | 146   |
| 2    | Team Arkéa-Samsic | 129   |
| 3    | Cofidis           | 113   |
| 4    | TotalEnergies     | 104   |
| 5    | B&B Hotels        | 95    |